# 波利奧瓦斯洛比德卡 (丘德尼夫區)
49°47′37″N 28°13′17″E / 49.79361°N 28.22139°E
波利奧瓦斯洛比德卡（烏克蘭語：Польова Слобідка），是烏克蘭北部的村莊，隸屬日托米爾州的別爾季切夫區。該村面積0.54平方公里，海拔高度296米，2001年人口72，人口密度每平方公里132.6人。